# Arga doktorn
Arga doktorn är ett TV-program där läkaren Björn Bragée i sex avsnitt sända hösten 2013 i SVT följer sex patienter och via deras historier berättar om ett flertal problem i svensk sjukvård.
Ett tusental patienter hörde av sig till programmet under researchtiden och patientfall valdes ut där det fanns en tydlig potential till förbättring som inte togs tillvara.
I programmens kronologiska ordning har eller får patienterna diagnosen; stroke i ungdomen, EDS, ADHD, diskoligamentär skada med ryggmärgspåverkan i nacken, primärt (ärftligt) lymfödem, samt hjärntumören akustikusneurinom. Brister belyses i diagnostik, information till patienten, behandling och rehabilitering. Problem visas även i patientmakt, byråkrati kring patienträttigheter och organisationsgränser, bemötande, ojämlikhet mellan vården i olika landsting och komplicerade sjukdomsfall som inte passar in i vården. Effekterna av detta för personen/patienten visas.
Bragée och producent Matilda Uusijärvi Ek reflekterar i programmet och på dess hemsida kring hur svensk sjukvård, som de tycker är avancerad och väldigt bra på många sätt, också har brister och blir förvånade över hur stora dessa kan vara många gånger.

### Fotnoter
1. 1 2  Så jobbar vi på Arga doktorn Sveriges Television